# Hagalund
Hagalund é uma área residencial e pátio ferroviário em Solna, localizada 5 quilômetros ao norte do centro de Estocolmo, capital da Suécia.
Hagalund é conhecida pelos prédios azuis "Blåkulla", construídos nos anos 70 contra a opinião popular. Eles substituiram uma "pitoresca vila da classe trabalhadora", construída no final do século XIX. Ainda existem cerca de uma dúzia de velhas residências preservadas em uma área minoritária chamada Gamla Hagalund (Hagalund Velha), a leste da área principal.
A área é próxima a Friends Arena, estádio nacional sueco, e ao hospital da universidade de Karolinska. Ela está à um quilômetro do centro de Solna, sendo próxima ao Palácio de Haga, em Hagaparken (ou Haga).